# 타펠로 탈레
타펠로 탈레(Thapelo Tale, 1988년 4월 22일 ~ )은 레소토의 축구 선수이다.